# Avril enchanté
Cet article concerne le film de 1992. Pour Le film de 1935, voir Harry Beaumont. Pour le roman de 1922, voir Elizabeth von Arnim.
Pour plus de détails, voir Fiche technique et Distribution.
Avril enchanté (Enchanted April) est un film britannique réalisé par Mike Newell et sorti en 1992. C'est une adaptation du roman The Enchanted April d'Elizabeth von Arnim, publié en 1922. Il avait déjà été adapté au cinéma en 1935 sous le titre de Enchanted April par Harry Beaumont.

## Synopsis
Dans les années 1920, à Londres. Lors d'un jour de pluie, Lottie Wilkins lit par hasard une annonce dans un journal, proposant de louer une villa en Italie. De condition modeste et voulant s'éloigner quelque temps de son mari et de son morne quotidien, elle trouve, pour une durée d'un mois, trois autres colocataires : sa voisine Rose Arbuthnot, ainsi qu'une veuve, Madame Fisher, et la jeune Caroline Dester.

## Fiche technique
- Titre français : Avril enchanté
- Titre original : Enchanted April
- Réalisation : Mike Newell
- Scénario : Peter Barnes (en), d'après le roman Enchanted April d'Elizabeth von Arnim
- Directeur de la photographie : Rex Maidment
- Musique : Richard Rodney Bennett
- Décors : Malcolm Thornton
- Costumes : Sheena Napier
- Montage : Dick Allen
- Productrice : Ann Scott, pour la BBC Film Production, Miramax Films et Greenpoint Films
- Genre : comédie dramatique
- Format : Couleurs
- Durée : 95 minutes
- Dates de sorties :
  - Royaume-Uni : 5 avril 1992
  - France : 31 mars 1993

## Distribution
- Josie Lawrence : Lottie Wilkins
- Miranda Richardson : Rose Arbuthnot
- Joan Plowright : Mme Fisher
- Polly Walker (VF : Véronique Augereau) : Caroline Dester
- Alfred Molina : Mellersh Wilkins
- Neville Phillips : le vicaire
- Jim Broadbent : Frederick Arburthnot
- Michael Kitchen : George Briggs
- Stephen Beckett : Jonathan
- Matthew Radford : Patrick
- Davide Manuli : Beppo
- Vittorio Duse : Domenico
- Adriana Facchetti : Francesca
- Anna Longhi : Costanza

## Distinctions
- Golden Globes 1992 :
  - meilleure actrice dans une comédie pour Miranda Richardson
  - meilleur second rôle féminin pour Joan Plowright